# Luis Advíncula
Luis Jan Piers Advíncula Castrillón (Chincha, 2 marzo 1990) è un calciatore peruviano, difensore del Boca Juniors e della nazionale peruviana.

## Caratteristiche tecniche
È un terzino destro dotato di grande velocità e agilità, che agisce meglio negli spazi ampi e in contropiede. Per via della sua propensione ad attaccare può giocare anche da esterno di centrocampo tutta fascia. Dispone di un'ottima forza fisica che gli consente di vincere i contrasti.

## Carriera

### Club

#### Primi anni
Cresciuto nelle giovanili del Deportivo Wanka e dell'Esther Grande Bentín, agli albori della sua carriera ha indossato le maglie di Juan Aurich e Sporting Cristal, due club di massima serie peruviana. Con lo Sporting vince il campionato nel 2012. Lo stesso anno viene acquistato dagli ucraini del Tavrija ma rimane in prestito alla sua ultima società peruviana per altre 18 partite.

#### Hoffenheim e i vari prestiti
Il 5 gennaio 2013 è acquistato per 900.000 euro dall'Hoffenheim (con i quali disputerà solo due partite di campionato). Nella stagione 2013-2014 viene mandato in prestito ai brasiliani del Ponte Preta; per poi tornare per la terza volta, sempre in prestito allo Sporting Cristal (21 presenze e 3 gol in questa occasione). Il 19 agosto 2014 passa al Vitória Setúbal, in Portogallo.

#### Bursaspor, Newell's Old Boys, Tigres UANL e Lobos BUAP
Il 1º agosto 2015 passa a titolo definitivo ai turchi del Bursaspor per 700.000 euro. Gioca 12 partite nella prima metà di stagione, prima di passare nel gennaio successivo in prestito secco da 12 mesi al Newell's Old Boys. Nel mercato di riparazione 2017, il Bursaspor accetta l'offerta dei messicani del Tigres (560.000 euro) e lo cede. Nel giugno 2017, i neopromossi del Lobos BUAP trovano un accordo per il prestito annuale, nel tentativo di non scendere nuovamente di categoria.

#### Rayo Vallecano
Il 29 luglio 2018, tornato al Tigres, dopo un buon Mondiale, gli spagnoli del Rayo Vallecano, neopromossi in Liga spagnola trovano un accordo per un prestito con opzione di riscatto. Il giocatore passa a titolo definitivo alla squadra spagnola il 30 luglio 2019 per 3 milioni di euro.

#### Boca Juniors
Il 31 luglio 2021 viene acquistato dal Boca Juniors..
Debutta pochi giorni dopo, in occasione degli ottavi di finale della Copa Argentina 2021, contro il River Plate.
Il 17 Marzo 2022 realizza la prima rete contro l’Estudiantes (LP).
Con 4 reti ed un assist, risulta un giocatore chiave nel percorso del club argentino nella Coppa Libertadores 2023  ,in particolare realizza una gran rete, valevole per il momentaneo pareggio, nella finale contro i brasiliani del Fluminense.
Il 23 Novembre 2023, in occasione dell'incontro di Copa Argentina disputato contro l' Estudiantes de La Plata, raggiunge le 100 presenze con la maglia del club argentino.

### Nazionale
Ha rappresentato più volte la Nazionale peruviana, prendendo anche parte alla Coppa America 2011 in Argentina, dove ha raggiunto il terzo posto. È titolare anche nella storica (la prima dopo 36 anni di assenza) spedizione ai Mondiali 2018 di Russia, in cui gioca tutte e 3 le sfide della sua squadra che viene eliminata al primo turno; con i suoi 36,15 km/h raggiunti in corsa è risultato essere il giocatore più veloce dell'intera competizione.
Il 9 settembre 2018, nell'amichevole persa per 2-1 contro la Germania, alla 72ª presenza in nazionale, segna il gol del provvisorio 1-0. Il 10 ottobre 2021 raggiunge quota 100 presenze in occasione della sconfitta per 1-0 contro la Bolivia. Il 13 giugno 2022, a seguito della sconfitta nello spareggio per la qualificazione ai Mondiali 2022 contro l'Australia, in cui lui ha sbagliato il rigore decisivo, ha annunciato il proprio ritiro dalla nazionale, salvo poi tornare sui propri passi pochi mesi dopo.

## Statistiche

### Presenze e reti nei club
Statistiche aggiornate all'8 marzo 2025.
| Stagione                 | Squadra                  | Campionato               | Campionato | Campionato | Coppe nazionali | Coppe nazionali | Coppe nazionali | Coppe continentali | Coppe continentali | Coppe continentali | Altre coppe | Altre coppe | Altre coppe | Totale | Totale |
| Stagione                 | Squadra                  | Comp                     | Pres       | Reti       | Comp            | Pres            | Reti            | Comp               | Pres               | Reti               | Comp        | Pres        | Reti        | Pres   | Reti   |
| ------------------------ | ------------------------ | ------------------------ | ---------- | ---------- | --------------- | --------------- | --------------- | ------------------ | ------------------ | ------------------ | ----------- | ----------- | ----------- | ------ | ------ |
| 2009                     | Juan Aurich              | L1                       | 31         | 1          | -               | -               | -               | -                  | -                  | -                  | -           | -           | -           | 31     | 1      |
| 2010                     | Sporting Cristal         | L1                       | 41         | 6          | -               | -               | -               | -                  | -                  | -                  | -           | -           | -           | 41     | 6      |
| 2011                     | Sporting Cristal         | L1                       | 29         | 2          | -               | -               | -               | -                  | -                  | -                  | -           | -           | -           | 29     | 2      |
| 2012                     | Sporting Cristal         | L1                       | 30         | 0          | -               | -               | -               | -                  | -                  | -                  | -           | -           | -           | 30     | 0      |
| gen.-giu. 2013           | Hoffenheim               | BL                       | 2          | 0          | CG              | 0               | 0               | -                  | -                  | -                  | -           | -           | -           | 2      | 0      |
| lug.-dic. 2013           | Ponte Preta              | A                        | 4          | 0          | CB              | 1               | 0               | CS                 | 1                  | 0                  | -           | -           | -           | 6      | 0      |
| feb.-ago. 2014           | Sporting Cristal         | L1                       | 10         | 2          | CI              | 11              | 1               | CL                 | 1                  | 0                  | -           | -           | -           | 22     | 3      |
| Totale Sporting Cristal  | Totale Sporting Cristal  | Totale Sporting Cristal  | 110        | 10         |                 | 11              | 1               |                    | 1                  | 0                  |             | -           | -           | 122    | 11     |
| 2014-2015                | Vitória Setúbal          | PL                       | 26         | 0          | TP+CdL          | 2+5             | 0               | -                  | -                  | -                  | -           | -           | -           | 33     | 0      |
| 2015-gen. 2016           | Bursaspor                | SL                       | 12         | 0          | TK              | 1               | 0               | -                  | -                  | -                  | ST          | 1           | 0           | 14     | 0      |
| gen.-giu. 2016           | Newell's Old Boys        | PD                       | 15         | 1          | CA              | 2               | 0               | -                  | -                  | -                  | -           | -           | -           | 17     | 1      |
| lug.-dic. 2016           | Newell's Old Boys        | PD                       | 14         | 0          | CA              | 0               | 0               | -                  | -                  | -                  | -           | -           | -           | 14     | 0      |
| Totale Newell's Old Boys | Totale Newell's Old Boys | Totale Newell's Old Boys | 29         | 1          |                 | 2               | 0               |                    | -                  | -                  |             | -           | -           | 31     | 1      |
| gen.-giu. 2017           | Tigres UANL              | PD                       | 9          | 0          | CMX             | 0               | 0               | CCL                | 5                  | 0                  | -           | -           | -           | 14     | 0      |
| 2017-2018                | Lobos BUAP               | PD                       | 28         | 2          | CMX             | 0               | 0               | -                  | -                  | -                  | -           | -           | -           | 28     | 2      |
| 2018-2019                | Rayo Vallecano           | PD                       | 28         | 1          | CR              | 1               | 0               | -                  | -                  | -                  | -           | -           | -           | 29     | 1      |
| 2019-2020                | Rayo Vallecano           | SD                       | 35         | 1          | CR              | 1               | 0               | -                  | -                  | -                  | -           | -           | -           | 36     | 1      |
| 2020-2021                | Rayo Vallecano           | SD                       | 37+2       | 1          | CR              | 3               | 0               | -                  | -                  | -                  | -           | -           | -           | 42     | 1      |
| Totale Rayo Vallecano    | Totale Rayo Vallecano    | Totale Rayo Vallecano    | 100+2      | 3          |                 | 5               | 0               |                    | -                  | -                  |             | -           | -           | 107    | 3      |
| 2021                     | Boca Juniors             | PD                       | 13         | 0          | CA              | 4               | 0               | -                  | -                  | -                  | -           | -           | -           | 17     | 0      |
| 2022                     | Boca Juniors             | PD                       | 20         | 0          | CA+CdL          | 1+14            | 0+1             | CL                 | 7                  | 0                  | TC          | 1           | 0           | 43     | 1      |
| 2023                     | Boca Juniors             | PD                       | 18         | 0          | CA+CdL          | 2+7             | 0               | CL                 | 12                 | 4                  | SA+SI       | 1+1         | 0           | 41     | 4      |
| 2024                     | Boca Juniors             | PD                       | 18         | 0          | CA+CdL          | 2+16            | 0               | CS                 | 8                  | 0                  | -           | -           | -           | 44     | 0      |
| 2025                     | Boca Juniors             | PD                       | 7          | 1          | CA              | 1               | 0               | CL                 | 1                  | 0                  | Cmc         | -           | -           | 9      | 1      |
| Totale Boca Juniors      | Totale Boca Juniors      | Totale Boca Juniors      | 76         | 1          |                 | 47              | 1               |                    | 28                 | 4                  |             | 3           | 0           | 154    | 6      |
| Totale carriera          | Totale carriera          | Totale carriera          | 429        | 18         |                 | 73              | 2               |                    | 35                 | 4                  |             | 4           | 0           | 542    | 24     |

### Cronologia presenze e reti in nazionale
| Cronologia completa delle presenze e delle reti in nazionale ― Perù | Cronologia completa delle presenze e delle reti in nazionale ― Perù | Cronologia completa delle presenze e delle reti in nazionale ― Perù | Cronologia completa delle presenze e delle reti in nazionale ― Perù | Cronologia completa delle presenze e delle reti in nazionale ― Perù | Cronologia completa delle presenze e delle reti in nazionale ― Perù | Cronologia completa delle presenze e delle reti in nazionale ― Perù | Cronologia completa delle presenze e delle reti in nazionale ― Perù |
| Data                                                                | Città                                                               | In casa                                                             | Risultato                                                           | Ospiti                                                              | Competizione                                                        | Reti                                                                | Note                                                                |
| ------------------------------------------------------------------- | ------------------------------------------------------------------- | ------------------------------------------------------------------- | ------------------------------------------------------------------- | ------------------------------------------------------------------- | ------------------------------------------------------------------- | ------------------------------------------------------------------- | ------------------------------------------------------------------- |
| 4-9-2010                                                            | Toronto                                                             | Canada                                                              | 0 – 2                                                               | Perù                                                                | Amichevole                                                          | -                                                                   | 46’                                                                 |
| 8-9-2010                                                            | Lauderhill                                                          | Giamaica                                                            | 1 – 2                                                               | Perù                                                                | Amichevole                                                          | -                                                                   | 63’                                                                 |
| 8-10-2010                                                           | Lima                                                                | Perù                                                                | 2 – 0                                                               | Costa Rica                                                          | Amichevole                                                          | -                                                                   | 58’                                                                 |
| 13-10-2010                                                          | Panama                                                              | Panama                                                              | 1 – 0                                                               | Perù                                                                | Amichevole                                                          | -                                                                   | 81’                                                                 |
| 18-11-2010                                                          | Bogotà                                                              | Colombia                                                            | 1 – 1                                                               | Perù                                                                | Amichevole                                                          | -                                                                   | 58’                                                                 |
| 8-2-2011                                                            | Moquegua                                                            | Perù                                                                | 1 – 0                                                               | Panama                                                              | Amichevole                                                          | -                                                                   | 46’                                                                 |
| 29-3-2011                                                           | L'Aia                                                               | Ecuador                                                             | 0 – 0                                                               | Perù                                                                | Amichevole                                                          | -                                                                   | 75’                                                                 |
| 1-6-2011                                                            | Niigata                                                             | Giappone                                                            | 0 – 0                                                               | Perù                                                                | Amichevole                                                          | -                                                                   |                                                                     |
| 4-6-2011                                                            | Matsumoto                                                           | Rep. Ceca                                                           | 0 – 0                                                               | Perù                                                                | Amichevole                                                          | -                                                                   | 45’ 76’                                                             |
| 5-7-2011                                                            | San Juan                                                            | Perù                                                                | 1 – 1                                                               | Uruguay                                                             | Coppa America 2011 - 1º turno                                       | -                                                                   | 90’                                                                 |
| 9-7-2011                                                            | Mendoza                                                             | Perù                                                                | 1 – 0                                                               | Messico                                                             | Coppa America 2011 - 1º turno                                       | -                                                                   | 46’                                                                 |
| 16-7-2011                                                           | La Plata                                                            | Colombia                                                            | 0 – 2 dts                                                           | Perù                                                                | Coppa America 2011 - Quarti di finale                               | -                                                                   | 1’ 46’                                                              |
| 20-7-2011                                                           | La Plata                                                            | Perù                                                                | 0 – 2                                                               | Uruguay                                                             | Coppa America 2011 - Semifinale                                     | -                                                                   | 60’                                                                 |
| 23-7-2011                                                           | La Plata                                                            | Perù                                                                | 4 – 1                                                               | Venezuela                                                           | Coppa America 2011 - Finale 3º Posto                                | -                                                                   | 79’                                                                 |
| 5-9-2011                                                            | La Paz                                                              | Bolivia                                                             | 0 – 0                                                               | Perù                                                                | Amichevole                                                          | -                                                                   | 81’                                                                 |
| 7-10-2011                                                           | Lima                                                                | Perù                                                                | 2 – 0                                                               | Paraguay                                                            | Qual. Mondiali 2014                                                 | -                                                                   | 90+1’                                                               |
| 15-11-2011                                                          | Quito                                                               | Ecuador                                                             | 2 – 0                                                               | Perù                                                                | Qual. Mondiali 2014                                                 | -                                                                   | 66’                                                                 |
| 21-3-2012                                                           | Arica                                                               | Cile                                                                | 3 – 1                                                               | Perù                                                                | Amichevole                                                          | -                                                                   | 46’                                                                 |
| 10-6-2012                                                           | Montevideo                                                          | Uruguay                                                             | 4 – 2                                                               | Perù                                                                | Qual. Mondiali 2014                                                 | -                                                                   | 68’                                                                 |
| 11-9-2012                                                           | Lima                                                                | Perù                                                                | 1 – 1                                                               | Argentina                                                           | Qual. Mondiali 2014                                                 | -                                                                   | 9’                                                                  |
| 17-10-2012                                                          | Asunción                                                            | Paraguay                                                            | 1 – 0                                                               | Perù                                                                | Qual. Mondiali 2014                                                 | -                                                                   | 26’                                                                 |
| 14-11-2012                                                          | Houston                                                             | Honduras                                                            | 0 – 0                                                               | Perù                                                                | Amichevole                                                          | -                                                                   | 46’                                                                 |
| 26-3-2013                                                           | Lima                                                                | Perù                                                                | 3 – 0                                                               | Trinidad e Tobago                                                   | Amichevole                                                          | -                                                                   |                                                                     |
| 18-4-2013                                                           | San Francisco                                                       | Perù                                                                | 0 – 0                                                               | Messico                                                             | Amichevole                                                          | -                                                                   |                                                                     |
| 1-6-2013                                                            | Panama                                                              | Panama                                                              | 1 – 2                                                               | Perù                                                                | Amichevole                                                          | -                                                                   |                                                                     |
| 7-6-2013                                                            | Lima                                                                | Perù                                                                | 1 – 0                                                               | Ecuador                                                             | Qual. Mondiali 2014                                                 | -                                                                   | 89’                                                                 |
| 11-6-2013                                                           | Barranquilla                                                        | Colombia                                                            | 2 – 0                                                               | Perù                                                                | Qual. Mondiali 2014                                                 | -                                                                   |                                                                     |
| 14-8-2013                                                           | Suwon                                                               | Corea del Sud                                                       | 0 – 0                                                               | Perù                                                                | Amichevole                                                          | -                                                                   |                                                                     |
| 6-9-2013                                                            | Lima                                                                | Perù                                                                | 1 – 2                                                               | Uruguay                                                             | Qual. Mondiali 2014                                                 | -                                                                   | 59’ 65’                                                             |
| 10-9-2013                                                           | Puerto La Cruz                                                      | Venezuela                                                           | 3 – 2                                                               | Perù                                                                | Qual. Mondiali 2014                                                 | -                                                                   | 66’ 77’                                                             |
| 15-10-2013                                                          | Lima                                                                | Perù                                                                | 1 – 1                                                               | Bolivia                                                             | Qual. Mondiali 2014                                                 | -                                                                   |                                                                     |
| 30-5-2014                                                           | Londra                                                              | Inghilterra                                                         | 3 – 0                                                               | Perù                                                                | Amichevole                                                          | -                                                                   | 78’                                                                 |
| 3-6-2014                                                            | Lucerna                                                             | Svizzera                                                            | 2 – 0                                                               | Perù                                                                | Amichevole                                                          | -                                                                   |                                                                     |
| 5-8-2014                                                            | Lima                                                                | Perù                                                                | 3 – 0                                                               | Panama                                                              | Amichevole                                                          | -                                                                   |                                                                     |
| 4-9-2014                                                            | Dubai                                                               | Iraq                                                                | 0 – 2                                                               | Perù                                                                | Amichevole                                                          | -                                                                   |                                                                     |
| 9-9-2014                                                            | Doha                                                                | Qatar                                                               | 0 – 2                                                               | Perù                                                                | Amichevole                                                          | -                                                                   |                                                                     |
| 10-10-2014                                                          | Valparaíso                                                          | Cile                                                                | 3 – 0                                                               | Perù                                                                | Amichevole                                                          | -                                                                   |                                                                     |
| 14-10-2014                                                          | Lima                                                                | Perù                                                                | 1 – 0                                                               | Guatemala                                                           | Amichevole                                                          | -                                                                   |                                                                     |
| 14-11-2014                                                          | Luque                                                               | Paraguay                                                            | 2 – 1                                                               | Perù                                                                | Amichevole                                                          | -                                                                   | 77’                                                                 |
| 18-11-2014                                                          | Lima                                                                | Perù                                                                | 2 – 1                                                               | Paraguay                                                            | Amichevole                                                          | -                                                                   |                                                                     |
| 1-4-2015                                                            | Fort Lauderdale                                                     | Perù                                                                | 0 – 1                                                               | Venezuela                                                           | Amichevole                                                          | -                                                                   |                                                                     |
| 3-6-2015                                                            | Lima                                                                | Perù                                                                | 1 – 1                                                               | Messico                                                             | Amichevole                                                          | -                                                                   | 51’                                                                 |
| 14-6-2015                                                           | Temuco                                                              | Perù                                                                | 1 – 2                                                               | Brasile                                                             | Coppa America 2015 - 1º turno                                       | -                                                                   |                                                                     |
| 18-6-2015                                                           | Valparaíso                                                          | Perù                                                                | 1 – 0                                                               | Venezuela                                                           | Coppa America 2015 - 1º turno                                       | -                                                                   |                                                                     |
| 21-6-2015                                                           | Temuco                                                              | Colombia                                                            | 0 – 0                                                               | Perù                                                                | Coppa America 2015 - 1º turno                                       | -                                                                   |                                                                     |
| 25-6-2015                                                           | Temuco                                                              | Bolivia                                                             | 1 – 3                                                               | Perù                                                                | Coppa America 2015 - Quarti di finale                               | -                                                                   | 31’                                                                 |
| 29-6-2015                                                           | Santiago del Cile                                                   | Cile                                                                | 2 – 1                                                               | Perù                                                                | Coppa America 2015 - Semifinale                                     | -                                                                   |                                                                     |
| 3-7-2015                                                            | Concepción                                                          | Perù                                                                | 2 – 0                                                               | Paraguay                                                            | Coppa America 2015 - Finale 3º Posto                                | -                                                                   |                                                                     |
| 5-9-2015                                                            | Washington                                                          | Stati Uniti                                                         | 2 – 1                                                               | Perù                                                                | Amichevole                                                          | -                                                                   |                                                                     |
| 8-9-2015                                                            | Harrison                                                            | Colombia                                                            | 1 – 1                                                               | Perù                                                                | Amichevole                                                          | -                                                                   | 31’ 69’                                                             |
| 8-10-2015                                                           | Barranquilla                                                        | Colombia                                                            | 2 – 0                                                               | Perù                                                                | Qual. Mondiali 2018                                                 | -                                                                   |                                                                     |
| 13-10-2015                                                          | Lima                                                                | Perù                                                                | 3 – 4                                                               | Cile                                                                | Qual. Mondiali 2018                                                 | -                                                                   |                                                                     |
| 13-11-2015                                                          | Lima                                                                | Perù                                                                | 1 – 0                                                               | Paraguay                                                            | Qual. Mondiali 2018                                                 | -                                                                   |                                                                     |
| 17-11-2015                                                          | Salvador                                                            | Brasile                                                             | 3 – 0                                                               | Perù                                                                | Qual. Mondiali 2018                                                 | -                                                                   | 57’                                                                 |
| 13-11-2015                                                          | Lima                                                                | Perù                                                                | 1 – 0                                                               | Paraguay                                                            | Qual. Mondiali 2018                                                 | -                                                                   |                                                                     |
| 17-11-2015                                                          | Salvador                                                            | Brasile                                                             | 3 – 0                                                               | Perù                                                                | Qual. Mondiali 2018                                                 | -                                                                   | 60’                                                                 |
| 16-11-2016                                                          | Lima                                                                | Perù                                                                | 0 – 2                                                               | Brasile                                                             | Qual. Mondiali 2018                                                 | -                                                                   | 78’                                                                 |
| 8-6-2017                                                            | Trujillo                                                            | Perù                                                                | 1 – 0                                                               | Paraguay                                                            | Amichevole                                                          | -                                                                   |                                                                     |
| 14-6-2017                                                           | Lima                                                                | Perù                                                                | 3 – 1                                                               | Giamaica                                                            | Amichevole                                                          | -                                                                   |                                                                     |
| 1-9-2017                                                            | Lima                                                                | Perù                                                                | 2 – 1                                                               | Bolivia                                                             | Qual. Mondiali 2018                                                 | -                                                                   | 50’                                                                 |
| 16-11-2017                                                          | Lima                                                                | Perù                                                                | 2 – 0                                                               | Nuova Zelanda                                                       | Qual. Mondiali 2018                                                 | -                                                                   |                                                                     |
| 24-3-2018                                                           | Miami                                                               | Perù                                                                | 2 – 0                                                               | Croazia                                                             | Amichevole                                                          | -                                                                   |                                                                     |
| 28-3-2018                                                           | Lipsia                                                              | Perù                                                                | 3 – 1                                                               | Islanda                                                             | Amichevole                                                          | -                                                                   | 86’                                                                 |
| 30-5-2018                                                           | Lima                                                                | Perù                                                                | 2 – 0                                                               | Scozia                                                              | Amichevole                                                          | -                                                                   |                                                                     |
| 3-6-2018                                                            | San Gallo                                                           | Arabia Saudita                                                      | 0 – 3                                                               | Perù                                                                | Amichevole                                                          | -                                                                   | 63’                                                                 |
| 9-6-2018                                                            | Göteborg                                                            | Svezia                                                              | 0 – 0                                                               | Perù                                                                | Amichevole                                                          | -                                                                   |                                                                     |
| 16-6-2018                                                           | Saransk                                                             | Perù                                                                | 0 – 1                                                               | Danimarca                                                           | Mondiali 2018 - 1º turno                                            | -                                                                   |                                                                     |
| 21-6-2018                                                           | Ekaterinburg                                                        | Francia                                                             | 1 – 0                                                               | Perù                                                                | Mondiali 2018 - 1º turno                                            | -                                                                   |                                                                     |
| 26-6-2018                                                           | Mosca                                                               | Australia                                                           | 0 – 2                                                               | Perù                                                                | Mondiali 2018 - 1º turno                                            | -                                                                   |                                                                     |
| 6-9-2018                                                            | Amsterdam                                                           | Paesi Bassi                                                         | 2 – 1                                                               | Perù                                                                | Amichevole                                                          | -                                                                   |                                                                     |
| 9-9-2018                                                            | Sinsheim                                                            | Germania                                                            | 2 – 1                                                               | Perù                                                                | Amichevole                                                          | 1                                                                   | 73’                                                                 |
| 13-10-2018                                                          | Miami                                                               | Perù                                                                | 3 – 0                                                               | Cile                                                                | Amichevole                                                          | -                                                                   |                                                                     |
| 17-10-2018                                                          | East Hartford                                                       | Stati Uniti                                                         | 1 – 1                                                               | Perù                                                                | Amichevole                                                          | -                                                                   | 45’ 46’                                                             |
| 16-11-2018                                                          | Lima                                                                | Perù                                                                | 0 – 2                                                               | Ecuador                                                             | Amichevole                                                          | -                                                                   |                                                                     |
| 23-3-2019                                                           | Harrison                                                            | Perù                                                                | 1 – 0                                                               | Paraguay                                                            | Amichevole                                                          | -                                                                   | 64’                                                                 |
| 27-3-2019                                                           | Washington                                                          | Perù                                                                | 0 – 2                                                               | El Salvador                                                         | Amichevole                                                          | -                                                                   | 84’                                                                 |
| 6-6-2019                                                            | Lima                                                                | Perù                                                                | 1 – 0                                                               | Costa Rica                                                          | Amichevole                                                          | -                                                                   | 75’                                                                 |
| 9-6-2019                                                            | Lima                                                                | Perù                                                                | 0 – 3                                                               | Colombia                                                            | Amichevole                                                          | -                                                                   | 55’ 88’                                                             |
| 15-6-2019                                                           | Porto Alegre                                                        | Venezuela                                                           | 0 – 0                                                               | Perù                                                                | Coppa America 2019 - 1º turno                                       | -                                                                   |                                                                     |
| 18-6-2019                                                           | Rio de Janeiro                                                      | Bolivia                                                             | 1 – 3                                                               | Perù                                                                | Coppa America 2019 - 1º turno                                       | -                                                                   |                                                                     |
| 22-6-2019                                                           | San Paolo                                                           | Perù                                                                | 0 – 5                                                               | Brasile                                                             | Coppa America 2019 - 1º turno                                       | -                                                                   | 81’                                                                 |
| 29-6-2019                                                           | Salvador de Bahia                                                   | Uruguay                                                             | 0 – 0 (4 – 5 dtr)                                                   | Perù                                                                | Coppa America 2019 - Quarti di finale                               | -                                                                   |                                                                     |
| 3-7-2019                                                            | Porto Alegre                                                        | Cile                                                                | 0 – 3                                                               | Perù                                                                | Coppa America 2019 - Semifinale                                     | -                                                                   | 72’                                                                 |
| 7-7-2019                                                            | Rio de Janeiro                                                      | Brasile                                                             | 3 – 1                                                               | Perù                                                                | Coppa America 2019 - Finale                                         | -                                                                   | 84’                                                                 |
| 6-9-2019                                                            | Harrison                                                            | Perù                                                                | 0 – 1                                                               | Ecuador                                                             | Amichevole                                                          | -                                                                   | cap.                                                                |
| 10-9-2019                                                           | Los Angeles                                                         | Perù                                                                | 1 – 0                                                               | Brasile                                                             | Amichevole                                                          | -                                                                   | cap.                                                                |
| 12-10-2019                                                          | Montevideo                                                          | Uruguay                                                             | 1 – 0                                                               | Perù                                                                | Amichevole                                                          | -                                                                   | 88’                                                                 |
| 15-10-2019                                                          | Lima                                                                | Perù                                                                | 1 – 1                                                               | Uruguay                                                             | Amichevole                                                          | -                                                                   | 71’ 87’                                                             |
| 16-11-2019                                                          | Miami Gardens                                                       | Colombia                                                            | 1 – 0                                                               | Perù                                                                | Amichevole                                                          | -                                                                   | 65’                                                                 |
| 8-10-2020                                                           | Asunción                                                            | Paraguay                                                            | 2 – 2                                                               | Perù                                                                | Qual. Mondiali 2022                                                 | -                                                                   | cap.                                                                |
| 13-10-2020                                                          | Lima                                                                | Perù                                                                | 2 – 4                                                               | Brasile                                                             | Qual. Mondiali 2022                                                 | -                                                                   |                                                                     |
| 13-11-2020                                                          | Santiago del Cile                                                   | Cile                                                                | 2 – 0                                                               | Perù                                                                | Qual. Mondiali 2022                                                 | -                                                                   | cap.                                                                |
| 17-11-2020                                                          | Lima                                                                | Perù                                                                | 0 – 2                                                               | Argentina                                                           | Qual. Mondiali 2022                                                 | -                                                                   | 71’                                                                 |
| 3-6-2021                                                            | Lima                                                                | Perù                                                                | 0 – 3                                                               | Colombia                                                            | Qual. Mondiali 2022                                                 | -                                                                   |                                                                     |
| 8-6-2021                                                            | Quito                                                               | Ecuador                                                             | 1 – 2                                                               | Perù                                                                | Qual. Mondiali 2022                                                 | 1                                                                   | 88’                                                                 |
| 2-9-2021                                                            | Lima                                                                | Perù                                                                | 1 – 1                                                               | Uruguay                                                             | Qual. Mondiali 2022                                                 | -                                                                   |                                                                     |
| 5-9-2021                                                            | Lima                                                                | Perù                                                                | 1 – 0                                                               | Venezuela                                                           | Qual. Mondiali 2022                                                 | -                                                                   |                                                                     |
| 9-9-2021                                                            | Recife                                                              | Brasile                                                             | 2 – 0                                                               | Perù                                                                | Qual. Mondiali 2022                                                 | -                                                                   | 78’                                                                 |
| 7-10-2021                                                           | Lima                                                                | Perù                                                                | 2 – 0                                                               | Cile                                                                | Qual. Mondiali 2022                                                 | -                                                                   |                                                                     |
| 10-10-2021                                                          | La Paz                                                              | Bolivia                                                             | 1 – 0                                                               | Perù                                                                | Qual. Mondiali 2022                                                 | -                                                                   |                                                                     |
| 11-11-2021                                                          | Lima                                                                | Perù                                                                | 3 – 0                                                               | Bolivia                                                             | Qual. Mondiali 2022                                                 | -                                                                   |                                                                     |
| 16-11-2021                                                          | Caracas                                                             | Venezuela                                                           | 1 – 2                                                               | Perù                                                                | Qual. Mondiali 2022                                                 | -                                                                   | 14’                                                                 |
| 1-2-2022                                                            | Lima                                                                | Perù                                                                | 1 – 1                                                               | Ecuador                                                             | Qual. Mondiali 2022                                                 | -                                                                   | 51’                                                                 |
| 24-3-2022                                                           | Montevideo                                                          | Uruguay                                                             | 1 – 0                                                               | Perù                                                                | Qual. Mondiali 2022                                                 | -                                                                   |                                                                     |
| 29-3-2022                                                           | Lima                                                                | Perù                                                                | 2 – 0                                                               | Paraguay                                                            | Qual. Mondiali 2022                                                 | -                                                                   |                                                                     |
| 13-6-2022                                                           | Ar Rayyan                                                           | Australia                                                           | 0 – 0 dts (5 – 4 dtr)                                               | Perù                                                                | Qual. Mondiali 2022                                                 | -                                                                   |                                                                     |
| 25-9-2022                                                           | Pasadena                                                            | Messico                                                             | 1 – 0                                                               | Perù                                                                | Amichevole                                                          | -                                                                   |                                                                     |
| 28-9-2022                                                           | Washington                                                          | El Salvador                                                         | 1 – 4                                                               | Perù                                                                | Amichevole                                                          | -                                                                   | 59’                                                                 |
| 25-3-2023                                                           | Magonza                                                             | Germania                                                            | 2 – 0                                                               | Perù                                                                | Amichevole                                                          | -                                                                   | 88’                                                                 |
| 28-3-2023                                                           | Madrid                                                              | Marocco                                                             | 0 – 0                                                               | Perù                                                                | Amichevole                                                          | -                                                                   | 69’                                                                 |
| 7-9-2023                                                            | Ciudad del Este                                                     | Paraguay                                                            | 0 – 0                                                               | Perù                                                                | Qual. Mondiali 2026                                                 | -                                                                   | 15’, 45’                                                            |
| 12-10-2023                                                          | Santiago del Cile                                                   | Cile                                                                | 2 – 0                                                               | Perù                                                                | Qual. Mondiali 2026                                                 | -                                                                   |                                                                     |
| 17-10-2023                                                          | Lima                                                                | Perù                                                                | 0 – 2                                                               | Argentina                                                           | Qual. Mondiali 2026                                                 | -                                                                   | 74’                                                                 |
| 16-11-2023                                                          | La Paz                                                              | Bolivia                                                             | 2 – 0                                                               | Perù                                                                | Qual. Mondiali 2026                                                 | -                                                                   | 69’ 89’                                                             |
| 22-3-2024                                                           | Lima                                                                | Perù                                                                | 2 – 0                                                               | Nicaragua                                                           | Amichevole                                                          | -                                                                   | 73’                                                                 |
| 26-3-2024                                                           | Lima                                                                | Perù                                                                | 4 – 1                                                               | Rep. Dominicana                                                     | Amichevole                                                          | -                                                                   | cap. 85’                                                            |
| 7-6-2024                                                            | Lima                                                                | Perù                                                                | 0 – 0                                                               | Paraguay                                                            | Amichevole                                                          | -                                                                   | 73’                                                                 |
| 14-6-2024                                                           | Filadelfia                                                          | El Salvador                                                         | 0 – 1                                                               | Perù                                                                | Amichevole                                                          | -                                                                   | cap.                                                                |
| 21-6-2024                                                           | Arlington                                                           | Perù                                                                | 0 – 0                                                               | Cile                                                                | Coppa America 2024 - 1º turno                                       | -                                                                   | cap. 35’                                                            |
| 6-9-2024                                                            | Lima                                                                | Perù                                                                | 1 – 1                                                               | Colombia                                                            | Qual. Mondiali 2026                                                 | -                                                                   |                                                                     |
| 10-9-2024                                                           | Quito                                                               | Ecuador                                                             | 1 – 0                                                               | Perù                                                                | Qual. Mondiali 2026                                                 | -                                                                   | 37’ 46’                                                             |
| 15-10-2024                                                          | Brasília                                                            | Brasile                                                             | 4 – 0                                                               | Perù                                                                | Qual. Mondiali 2026                                                 | -                                                                   | cap. 73’                                                            |
| 15-11-2024                                                          | Lima                                                                | Perù                                                                | 0 – 0                                                               | Cile                                                                | Qual. Mondiali 2026                                                 | -                                                                   |                                                                     |
| 19-11-2024                                                          | Buenos Aires                                                        | Argentina                                                           | 1 – 0                                                               | Perù                                                                | Qual. Mondiali 2026                                                 | -                                                                   |                                                                     |
| 20-3-2025                                                           | Lima                                                                | Perù                                                                | 3 – 1                                                               | Bolivia                                                             | Qual. Mondiali 2026                                                 | -                                                                   |                                                                     |
| 25-3-2025                                                           | Maturín                                                             | Venezuela                                                           | 1 – 0                                                               | Perù                                                                | Qual. Mondiali 2026                                                 | -                                                                   |                                                                     |
| 6-6-2025                                                            | Barranquilla                                                        | Colombia                                                            | 0 – 0                                                               | Perù                                                                | Qual. Mondiali 2026                                                 | -                                                                   |                                                                     |
| 10-6-2025                                                           | Lima                                                                | Perù                                                                | 0 – 0                                                               | Ecuador                                                             | Qual. Mondiali 2026                                                 | -                                                                   | 58’                                                                 |
| Totale                                                              |                                                                     | Presenze (1º posto)                                                 | 128                                                                 |                                                                     | Reti                                                                | 2                                                                   |                                                                     |

| Cronologia completa delle presenze e delle reti in nazionale (partite non ufficiali) ― Perù | Cronologia completa delle presenze e delle reti in nazionale (partite non ufficiali) ― Perù | Cronologia completa delle presenze e delle reti in nazionale (partite non ufficiali) ― Perù | Cronologia completa delle presenze e delle reti in nazionale (partite non ufficiali) ― Perù | Cronologia completa delle presenze e delle reti in nazionale (partite non ufficiali) ― Perù | Cronologia completa delle presenze e delle reti in nazionale (partite non ufficiali) ― Perù | Cronologia completa delle presenze e delle reti in nazionale (partite non ufficiali) ― Perù | Cronologia completa delle presenze e delle reti in nazionale (partite non ufficiali) ― Perù |
| Data                                                                                        | Città                                                                                       | In casa                                                                                     | Risultato                                                                                   | Ospiti                                                                                      | Competizione                                                                                | Reti                                                                                        | Note                                                                                        |
| ------------------------------------------------------------------------------------------- | ------------------------------------------------------------------------------------------- | ------------------------------------------------------------------------------------------- | ------------------------------------------------------------------------------------------- | ------------------------------------------------------------------------------------------- | ------------------------------------------------------------------------------------------- | ------------------------------------------------------------------------------------------- | ------------------------------------------------------------------------------------------- |
| 28-6-2011                                                                                   | Lima                                                                                        | Perù                                                                                        | 1 – 0                                                                                       | Senegal                                                                                     | Amichevole                                                                                  | -                                                                                           | 77’                                                                                         |
| Totale                                                                                      |                                                                                             | Presenze                                                                                    | 1                                                                                           |                                                                                             | Reti                                                                                        | 0                                                                                           |                                                                                             |

## Palmarès

### Club

#### Competizioni nazionali
- Campionato peruviano: 1

Sporting Cristal: 2012
- Copa Argentina: 1

Boca Juniors: 2019-2020
- Copa de la Liga Profesional: 1

Boca Juniors: 2022
- Campionato argentino: 1

Boca Juniors: 2022
- Supercopa Argentina: 1

Boca Juniors: 2022